# Буда (Брянський район)
Буда (рос. Буда) — присілок в Брянському районі Брянської області Російської Федерації.
Населення становить 107 осіб. Входить до складу муніципального утворення Новодарковицьке сільське поселення.

## Історія
Від 2005 року входить до складу муніципального утворення Новодарковицьке сільське поселення.

## Населення
| 2010 | 2013 |
| ---- | ---- |
| 115  | ↘107 |